# Kamnik
Kamnik (njemački: Stein in Oberkrain) je grad i središte istoimene općine u središnjoj Sloveniji, sjeverno od Ljubljane. Grad pripada pokrajini Gorenjskoj i statističkoj regiji Središnja Slovenija.

## Stanovištvo
Prema popisu stanovništva iz 2002. godine Kamnik je imao 12.197 stanovnika.

## Galerija
- Ulica u Kamniku
- Rodna kuća Rudolfa Maistera

## Vanjske poveznice
- Službena stranica općine  Arhivirana inačica izvorne stranice od 20. lipnja 2000. (Wayback Machine)
- Satelitska snimka grada  Arhivirana inačica izvorne stranice od 29. srpnja 2017. (Wayback Machine)